# Sardana
Grupos bailando 
sardanas em Barcelona.
Sardana é uma dança de roda, tradicional da região autónoma espanhola da Catalunha. Existem diversos testemunhos que provam a sua existência já no século XIII. A sardana é dançada em círculo por um número indeterminado de pessoas, que se acompanham por uma pequena orquestra de instrumentos populares, designada de cobla.
Em muitos festivais, é provável que você veja círculos de pessoas dançando uma dança que não lembra nenhuma outra dança espanhola. La Sardana, a dança nacional  da Catalunha teve a sua origem em graciosas danças da Grécia Antiga.  Uma teoria é que a Grécia introduziu a dança durante o período em que se manteve  em negociação com os postos da Catalunha na costa do Norte há milhares de anos. Outros insistem que a sardana não era praticada aqui até ao século XV, quando ocorreu a ocupação catalã na Sardinia, daí o nome. Em qualquer caso, a  sardana surgiu durante o renascimento catalão no século XIX, e se tornou um símbolo da identidade nacional.
Os dançarinos da Sardana fazem uma ligação com as mãos e os braços levantados, formando círculos que crescem cada vez mais, de acordo com o número de pessoas. Tradicionalmente, os casais podem aderir a qualquer ponto,  mas não podem cortar entre um homem e sua parceira ao lado direito. Quando círculo se torna muito grande, os dançarinos formam mais círculos. Pessoas, de todas as idades e classes juntam as mãos e enfatizam que, independente das suas diferenças, eles são antes de tudo, catalães. O espírito de união gerado pela sardana é verdadeiramente impressionante. Uma dança extremamente disciplinada, a Sardana solicita movimentos em momentos exatos, fornecido por um líder em cada círculo.
Por esta razão, a menos que você ache que pegou o jeito, é aconselhável que os visitantes se juntem, pois um só movimento pode acabar com o movimento de todo o círculo.
A música da sardana é tocada pela Cobla, uma banda com 10 instrumentos de sopro, duplo bass e um chamado “tamborí” (tambor muito pequeno) tocado por onze músicos. Na Catalunha espanhola e francesa, existem aproximadamente 130 coblas que estão ativos, a maioria deles em orquestras amadoras. Fora da Cataluna, há uma cobla ainda maior: Cobla La Principal d’Amsterdam. O melhor momento para ver uma autêntica Sardana é no festival. O Focs de Sant Joan festival  (Festival de São João) em 23 de Junho, por exemplo.

## Sardanas mais populares
- La santa espina
- Llevantina
- Vora el niu
- Aplec de tardor
- Palafrugell i Tamariu